# Jaume Ballester
Jaume Ballester (Barcelona, segle xiv) va ser orguener i organista de la Catedral de Barcelona.

## Biografia
Hi va exercir d'organista des del1378 fins a l'any 1403, succeint a Antoni Gran. Va construir i reparar l'orgue major de la catedral el any 1392. A més a més, en va crear la resta a l'any 1396. En els arxius de la catedral consta que el seu treball era remunerat. Cobrava 120 sous com a salari anual pels seus serveis. Aquesta quantitat no era suficient per a mantenir un nivell de vida benestant, per aquesta raó, entre les seves ocupacions a la Catedral de Barcelona, Jaume Ballester va participar en molt més que la restauració i creació d'orgues. Per a compaginar el seu ofici, va participar en activitats del mateix temple com ara les representacions, les sagristies, els aniversaris, les celebracions cristianes destacades anualment, etc. En total, aquestes tasques sumaven un extra al seu sou de divuit lliures, al qual s'incloïa una paga extra per cada participació en esdeveniments. En el cas de Jaume Ballester, està documentat a Nadal era recompensat amb nou sous extres.
El seu paper com a organista va perdurar des de l'any 1378 fins al 1403. Després va ser succeït per Andreu Pasqual.